# Ferepauropus seorsum
Ferepauropus seorsum är en mångfotingart som först beskrevs av Ulf Scheller 1993.  Ferepauropus seorsum ingår i släktet Ferepauropus och familjen fåfotingar. Inga underarter finns listade i Catalogue of Life.